# Шлајфе
Шлајфе или Слепо (њем. Schleife, глсрп. Slepo) општина је у њемачкој савезној држави Саксонија. Једно је од 59 општинских средишта округа Герлиц. Према процјени из 2010. у општини је живјело 2.740 становника. Посједује регионалну шифру (AGS) 14626490.

## Географски и демографски подаци
Шлајфе се налази у савезној држави Саксонија у округу Герлиц. Општина се налази на надморској висини од 129 метара. Површина општине износи 41,9 km². У самом мјесту је, према процјени из 2010. године, живјело 2.740 становника. Просјечна густина становништва износи 65 становника/km².